# Sture Johanson
Sture Lennart Johanson, född 8 september 1923 i Vänersborg, död 3 september 1986 i Stockholm var en svensk journalist, redaktör och författare.
Han växte upp i Vänersborg och började sin yrkesverksamhet som journalist på Svenska Morgonbladet 1950. Sture Johansson övergick till Svenska Dagbladet 1958 och blev 1968 medarbetare på tidskriften Byggnadsindustrin där han fortsatte som fast krönikör till sin bortgång 1986. Sture Johanson skildrade byggbranschens tekniska utveckling på ett sakligt och engagerat sätt.
Sture Johanson var författare till böcker och skrifter, i första hand med religiöst tema. Johanson var redaktör för tidskriften Ungdomens veckopost 1952–1958 och redaktör för tidskriften Vinterljus samt chefredaktör där 1965. Johanson var även engagerad i Birger Sjöberg-sällskapet. 
Stockholms byggnadsförening belönade 1981 Sture Johanson med Olle Engkvist-medaljen för högklassig journalistik i tidskriften Byggnadsindustrin och hans ”förmåga att i översiktliga reportage omsätta arbetsplatsens teknik på ett begripligt språk och samtidigt åskådliggöra dramatiken i byggandet”. 